# روز استقلال (تاجیکستان)

روز استقلال تاجیکستان (تاجیکی: Рӯзи Истиқлолияти Ҷумҳурии Тоҷикистон) که رسماً روز استقلال جمهوری تاجیکستان نامیده می‌شود، روز ملی کشور تاجیکستان است. این روز سالانه در تاریخ نهم سپتامبر گرامی داشته می‌شود. این روز در بیشتر سال‌ها برابر با ۱۸، گاه ۱۹ و به ندرت ۱۷ شهریور (سنبله) در ایران و افغانستان است.